# Варфоломій (Ващук)
Митрополит Варфоломі́й (справжнє ім'я Ващу́к Віктор Володимирович; нар. 1 березня 1953, Городне, Любомльський район, Волинська область, УРСР — пом. 15 вересня 2021) — архієрей УПЦ МП, митрополит Рівненський і Острозький (2014—2021).

## Біографія
Народився 1 березня 1953 року в селі Городне Любомльського району Волинської області в селянській родині. Тезоіменитство — 13 липня. Після школи, у 1971-1973 роках служив у лавах Радянської армії. Працював слюсарем у Ковельському вагонному депо.

### Початок служіння
1975 року вступив до Одеської духовної семінарії, після закінчення якої, 1979 року, був зарахований до Московської духовної академії. Академію закінчив 1983 року з вченим ступенем кандидата богословських наук за наукову роботу: «Нямецький монастир в історії Руської і Румунської Церков».
16 жовтня 1983 року був висвячений у сан диякона, а 18 жовтня того ж року — в сан священика. Відряджений на парафіяльне служіння до Спасо-Преображенського храму селища Стара Вижівка Волинської області, став настоятелем.
У березні 1989 року призначений секретарем Волинського єпархіального управління, а у вересні того ж року призначений настоятелем Троїцького кафедрального собору Луцька.
15 квітня 1989 року возведений у сан протоієрея.
22 грудня 1989 року священик Віктор був пострижений у чернецтво з ім'ям Варфоломій на честь святого апостола Варфоломія. 18 січня 1990 року возведений у сан архімандрита.

### Архієрейське служіння
24 лютого 1990 року хіротонізований в єпископа Волинського і Рівненського. У квітні того ж року відбувся поділ Волинсько-Рівненської єпархії на Волинську і Рівненську. Преосвященний Варфоломій залишився керувати Волинською єпархією з титулом єпископа Волинського і Луцького.
У період з 1990 по 1992 рік — ректор Волинської духовної семінарії УПЦ МП.
У червні 1993 року Варфоломій став єпископом Сумським і Охтирським за версією УПЦ МП.
27 липня 1995 року повернувся на Рівненську кафедру, якою керував до 15 вересня 2021 року.
23 листопада 1996 року возведений у сан архієпископа.
28 серпня 2014 року возведений у сан митрополита.
15 вересня 2021 року помер, похований у рідному селі.

## Погляди
Ващук виступав за автокефалію на Архієрейському соборі РПЦ 1992 року, де заявляв про небезпеку «поширення розколу» церкви.

### Праці
- «Нямецький монастир в історії Руської і Румунської Церков» (1983) — кандидатська дисертація.
- Рідна церква: Історико-інформаційний нарис. — Рівне, 2002, 148 с.
- Рідна школа: Історико-інформаційний нарис. — Рівне, 2002, 136 с.
- Мілецький Свято-Миколаївський монастир. Історико-краєзнавчий нарис. — Рівне, 2003, 148 с.

### Про Варфоломія
- Кравчук П. А. Рекорди Волині 1998. – Любешів: Ерудит, 1999. – 206 с. ISBN 966-95453-0-7. Архіпастирі — уродженці Волині, с. 62-63.
- Кравчук П. А. Книга рекордів Волині. — Луцьк : Волинська обласна друкарня ; Любешів : Ерудит, 2005. — 304 с. — ISBN 966-361-079-4. Наймолодший єпископ — уродженець Волині, с. 70.
- Катерина Зубчук. Будує у рідному селі другий Почаїв. Газ. Волинь-нова, 7, 10 вересня 2013 р. [Архівовано 21 вересня 2013 у Wayback Machine.].